# Sociedad Estadounidense de Derecho Internacional

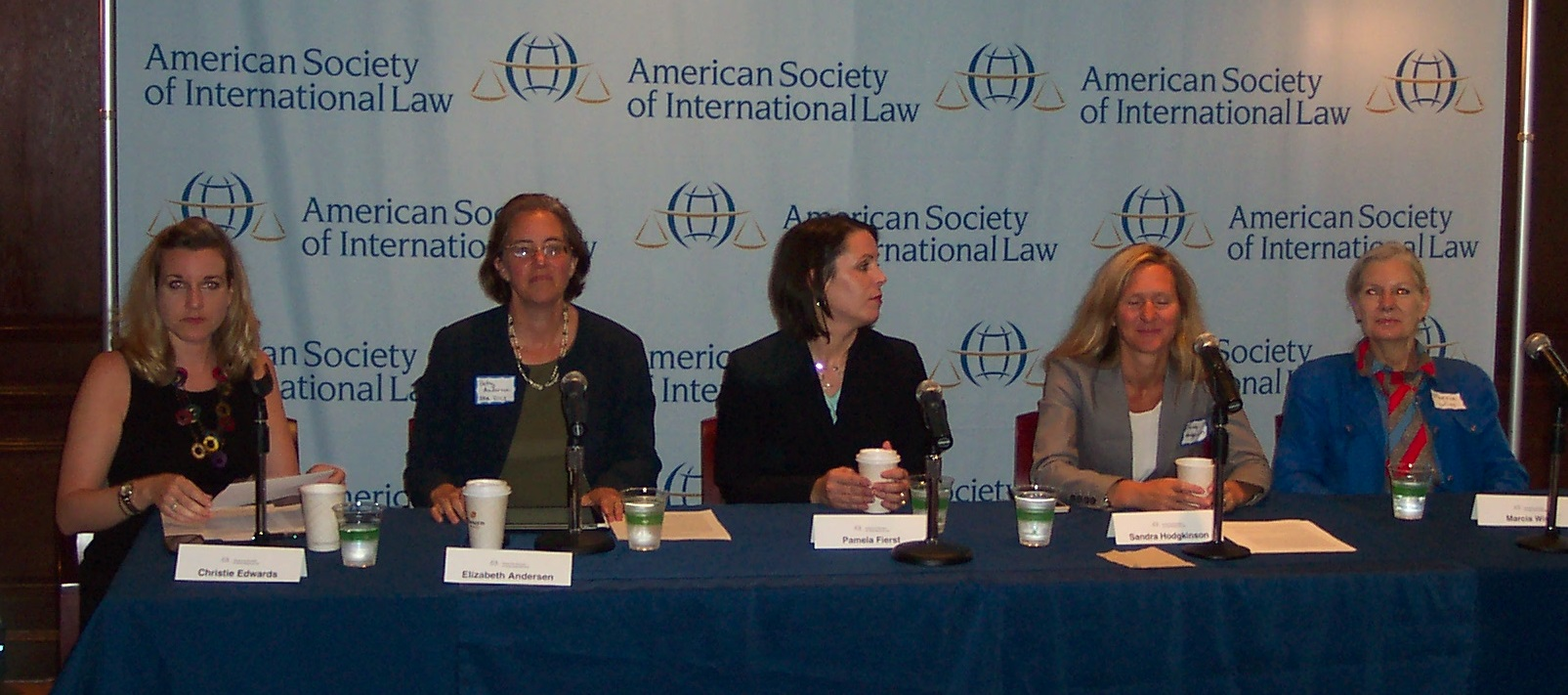
En el panel del 31 de agosto de 2014 de la Sociedad Estadounidense de Derecho Internacional, el Grupo de Mujeres, (de izquierda a derecha) Christine Edwards, Elizabeth Anderson, Pamela Fierst, Sandra L. Hodgkinson, y Marcia Wiss debate sobre las carreras y el derecho internacional.

La Sociedad Estadounidense de Derecho Internacional (ASIL por sus iniciales en inglés), se fundó en 1906, fue creado por el Congreso de Estados Unidos en 1950 para fomentar el estudio del derecho internacional y promover el establecimiento y mantenimiento de relaciones internacionales sobre la base del derecho y la justicia. ASIL tiene estatus consultivo de categoría II ante el Consejo Económico y Social de las Naciones Unidas, y es una sociedad constituyente del Consejo Estadounidense de Sociedades Científicas. ASIL tiene su sede en Washington D. C.
Entre las publicaciones de la Sociedad están La Revista americana de Ley Internacional (publicada cuatro veces al año), Materiales Legales Internacionales (publicada cada dos meses desde 1962), Benchbook sobre derecho internacional,y actas de la reunión anual de ASIL.